# Hygrophore perroquet
Gliophorus psittacinus, Hygrocybe psittacina
Espèce
L'Hygrophore perroquet (Gliophorus psittacinus, syn. Hygrocybe psittacina) est une espèce de champignons basidiomycètes de la famille des Hygrophoraceae.

## Description du sporophore

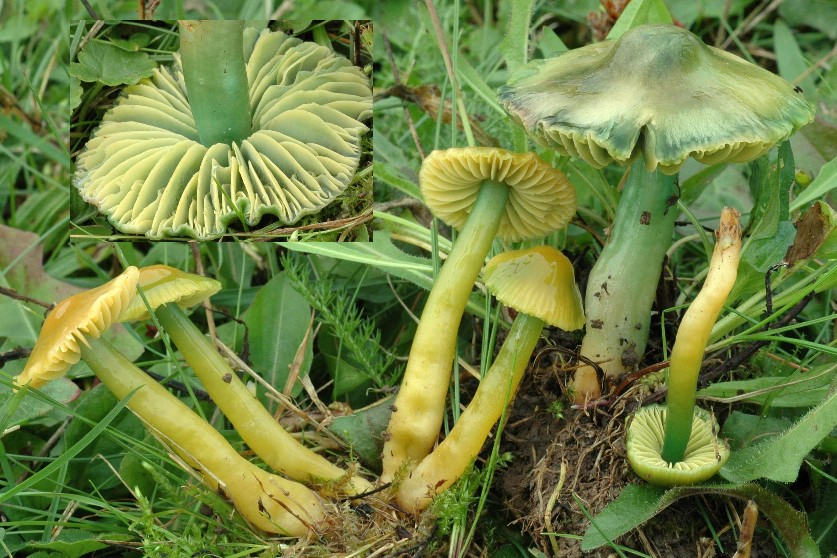
Regroupement dHygrocybe psittacina

## Comestibilité
Ce champignon n'est pas comestible et légèrement toxique.

## Espèces proches et risques de confusion
Entoloma incanum espèce verte mais à lames blanches (lames vertes pour l'hygrophore perroquet)

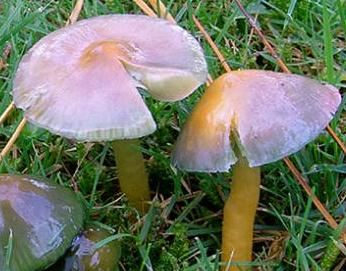
Hygrocybe psittacina adulte